# Lonya Chico (distrito)
Lonya Chico é um distrito peruano localizado na Província de Luya, departamento Amazonas. Sua capital é a cidade de Lonya Chico.

## Transporte
O distrito de Lonya Chico é servido pela seguinte rodovia:
- AM-103, que liga o distrito à cidade de Lonya Grande
- AM-108, que liga o distrito à cidade de San Jeronimo[2][3][4]